# Konstantyn z Brytanii

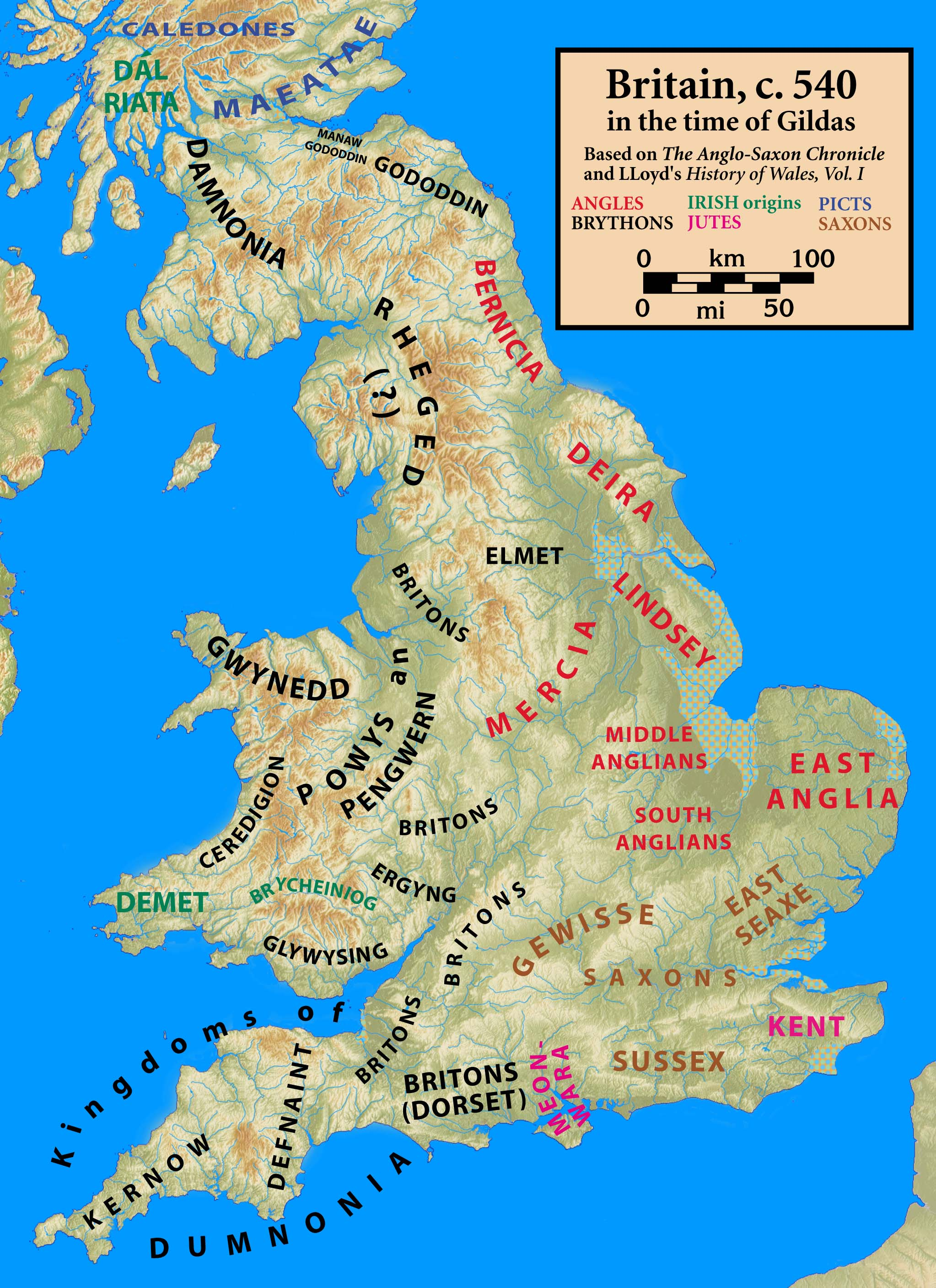
Brytania około 540, czyli w czasach Gildasa. Konstantyn zamieszkiwał najprawdopodobniej Królestwo Dumnonii na południowym zachodzie wyspy. Z kolei terytorium Damnonii, przez niektórych historyków również brane pod uwagę przy lokalizacji królestwa Konstantyna, znajduje się na północy na obszarze dzisiejszej południowo-zachodniej Szkocji

Konstantyn z Brytanii lub Konstantyn kornijski, albo też Konstantyn z Dumnonii – król Dumnonii, rządzący na terenie dzisiejszej Kornwalii w pierwszej połowie VI wieku. Jedynym współczesnym źródłem traktującym na temat Konstantyna jest De Excidio et Conquestu Britanniae Gildasa Mędrca. W XII wieku Geoffrey z Monmouth napisał pseudohistoryczną kronikę pod tytułem Historia Regum Britanniae, która uczyniła z Konstantyna następcę Króla Artura i króla całej Brytanii. Pod wpływem twórczości Geoffreya, Konstantyn w późniejszej tradycji stał się potomkiem Króla Artura. W tej roli pojawia się w średniowiecznych romansach nawiązujących bezpośrednio do legend arturiańskich. Kościół świętego Konstantyna w mieście Constantine jest najprawdopodobniej powiązany historycznie z wczesnośredniowiecznym władcą Dumnonii.

## Relacja Gildasa

### Opis Konstantyna
W De Excidio et Conquestu Britanniae Gildas napisał, że Konstantyn, pomimo iż składał przysięgę występować przeciwko przejawom oszustwa i tyranii, pewnego razu podstępnie przebrał się w szaty opata i zamordował "królewską młodzież" modlącą się przed ołtarzem kościoła. Według Gildasa Konstantyn popełnił wiele grzechów, w tym "wiele cudzołóstw" po odrzuceniu prawnie zaślubionej małżonki. Autor dzieła przyzywa jednak króla, którego zna do odpokutowania za swoje grzechy, aby ten nie został potępiony.

### Krytyka źródła
Istnieje prawdopodobieństwo, że osoba Konstantyna została zainspirowana żywotem legendarnego świętego Konstantyna, czczonego w południowo-zachodniej Brytanii. Miał on być władcą, który został zesłany do stanu mniszego. Ten przekaz kłóci się jednak z relacją Gildasa, ponieważ w rozdziałach 28 i 29 De Excidio et Conquestu Britanniae, Konstantyn figuruje jako jeden z pięciu władców Brytanii. Wszyscy oni zostali potępieni przez autora, który porównywał ich do biblijnych bestii. Gildas określił Konstantyna jako "pomiot nieczystej lwicy z Damnonii", co stanowi stylistyczne odwołanie do Księgi Daniela i Apokalipsy św. Jana Apostoła. Użyte przez Gildasa określenie "Damnonia" jest przez historyków najczęściej identyfikowane z Królestwem Dumnonii, choć tacy badacze jak Lloyd Laing, czy Leslie Alcock sugerują, że Konstantyn mógł pochodzić z Królestwa Damnonii, położonego na terenach dzisiejszej południowo-zachodniej Szkocji. Inni naukowcy, jak na przykład Thomas D. O'Sullivan podają w wątpliwość tę tezę i uznają ją jako mało prawdopodobną. Należy pamiętać, że dzieło Gildasa posiada charakter moralizatorski i jest bardziej zbiorem tyrad i kazań, niż wiarygodnym źródłem historycznym. Nie wyklucza to jednak możliwości istnienia Konstantyna zwłaszcza, że żył on w czasach Gildasa, czyli w pierwszej połowie VI wieku. Innymi władcami potępionymi przez autora byli Maelgwn Gwynedd - król Gwynedd, Vortipor - król Dyfed, Aurelius Conanus, oraz Cuneglas.